# Otemachi Tower
Otemachi Tower (яп. 大手町タワー) — высотное офисное здание, расположенное в деловом районе Отемати, в округе Тиёда, г. Токио, Япония.
В 38-этажном здании располагается штаб-квартира банка Mizuho Bank. На шести верхних этажах здания находится люксовый отель Aman, принадлежащий сети отелей Aman Resorts